# اورلین کاپو
اورلین کاپو (فرانسوی: Aurélien Capoue‎؛ زادهٔ ۲۸ فوریهٔ ۱۹۸۲) بازیکن فوتبال اهل فرانسه است.

## باشگاهی
از باشگاه‌هایی که در آن بازی کرده‌است می‌توان به باشگاه فوتبال نانت و باشگاه فوتبال اوسر اشاره کرد.

## تیم ملی
وی همچنین در تیم ملی فوتبال گوادلوپ بازی کرده‌است.